# Jean-Baptiste Douvrin
 (juin 2020).
Si vous disposez d'ouvrages ou d'articles de référence ou si vous connaissez des sites web de qualité traitant du thème abordé ici, merci de compléter l'article en donnant les références utiles à sa vérifiabilité et en les liant à la section « Notes et références ».
Jean-Baptiste Douvrin, est né le 2 février 1894 à Hénin-Liétard (Pas-de-Calais) fusillé le 7 août 1942 au fort du Mont-Valérien.

## Biographie
Maçon, de profession, il est ouvrier temporaire à la manufacture des tabacs à Issy-les-Moulineaux. Il demeurait au 72, Grand-rue (maintenant rue Gabriel-Péri) à Montrouge et il est arrêté le 27 juin 1942 à Paris par les services allemands (IV B). Accusé d'entente avec l'ennemi, il est incarcéré à la Prison de la Santé à Paris. Il est fusillé en compagnie de 87 autres otages, dont Georges Bouzerait, au Mont-Valérien, le 7 août 1942.
Membre de l'ARAC, il a adhéré au Parti communiste français en 1935 et il y est resté jusqu'à la dissolution du parti en 1939. Il se rallie à l'OS en avril 1942 par le responsable du recrutement Clevarec et il est présenté au dirigeant régional Charles Schmidt. Son nom est retrouvé sur une liste du domicile de ce dernier. Niant appartenir à une organisation de résistance, il est tout de même condamné à mort.